# 미쿠니 스테비아 에부스
미쿠니 스테비아 에부스(일본어: 三國 スティビア エブス, 1998년 5월 31일~)는 일본의 축구 선수이다.

## 구단 경력
그는 2020년 J2리그의 미토 홀리호크에 입단했다. 2022년 J3리그의 FC 기후로 이적했다. 2024년 알비렉스 니가타 싱가포르로 이적했다.